# Сайфуллин, Рамиль Вильямович
Рамиль Вильямович Сайфуллин (род. 8 апреля 1976, Ижевск) — российский хоккеист, нападающий. Мастер спорта России и Казахстана. Тренер и функционер. Заместитель директора по стратегическому развитию клуба «Ижсталь».

## Биография
Воспитанник ижевского хоккея. За «Ижсталь» играл в сезонах 1991/92 — 1992/93. Следующие два сезона провёл в составе омского «Авангарда». На драфте НХЛ 1994 года был выбран в 8-м раунде под общим 186-м номером клубом «Виннипег Джетс». Два сезона отыграл в клубе QMJHL «Бопор Арфанс». Вернувшись в Россию, семь сезонов провёл в «Авангарде». В дальнейшем играл за клубы «Трактор» Челябинск (2004/05), «Металлург» Новокузнецк (2005/06), «Сибирь» Новосибирск (2005/06), «Автомобилист» Екатеринбург (2006/07), «Барыс» Астана (Казахстан, 2007/08), «Ижсталь» (2008/09), «Сарыарка» Караганда (Казахстан, 2009/10 — 2011/12).
Окончил Сибирскую государственную академию физкультуры и спорта, Высшую школу тренеров в Омске.
В сезоне 2011/12 играющий тренер и и. о. главного тренера «Сарыарки». Главный тренер команды МХК «Беркуты Кубани» (2013/14 — 2014/15). Тренер (2015/16), главный тренер команды «Северские Волки» (Северская). Тренер (2017/18, до 4 октября; 2018/19), главный тренер (2017/18, с 4 октября) команды МХЛ «Красная армия». Главный тренер команды ВХЛ «Ижсталь» (2019/20, 2021/22 — 2022/23). Заместитель директора «Академии Михайлова» (2020/21), тренер (13 ноября — 25 декабря 2020). В мае 2023 года вошёл в тренерский штаб «Авангарда».

## Достижения
Игрок:
- Серебряный призер юниорского чемпионата Европы (1994)
- Серебряный призёр молодежного чемпионата мира (1995)
- Серебряный призёр чемпионата России (2000/01)
- Чемпион России (2003/04)
- Чемпион Казахстана (2008, 2009/10)
- Бронзовый призёр чемпионата Казахстана (2010/11, 2011/12)

Тренер:
- Чемпион Первенства МХЛ, обладатель Кубка Регионов, приз лучшего тренера первенства (2013/14)